# Kedarnath
Kedarnath è una suddivisione dell'India, classificata come nagar panchayat, di 479 abitanti, situata nel distretto di Rudraprayag, nello stato federato dell'Uttarakhand. In base al numero di abitanti la città rientra nella classe VI (meno di 5.000 persone).

## Geografia fisica
La città è situata a 30° 43' 60 N e 79° 4' 0 E e ha un'altitudine di 3.552 m s.l.m..

## Società

### Evoluzione demografica
Al censimento del 2001 la popolazione di Kedarnath assommava a 479 persone, delle quali 468 maschi e 11 femmine, e non risultavano bambini di età inferiore o uguale ai sei anni. Coloro che erano in grado di saper almeno leggere e scrivere erano 301, dei quali 297 maschi e 4 femmine.